# Beesonula pallida
Beesonula pallida är en bönsyrseart som beskrevs av Werner 1935. Beesonula pallida ingår i släktet Beesonula och familjen Mantidae. Inga underarter finns listade i Catalogue of Life.